# Apelar al ridículo

Caricatura de Charles Darwin como un simio, en la revista Hornet.

En lógica, la apelación al ridículo o apelación al absurdo (en latín: ad absurdo) es una falacia en la que se presentan los argumentos del oponente de manera tal que parezcan ridículos o irrisorios. Es un tipo de falacia por apelar a las emociones, y con frecuencia es una extensión de un intento por crear una falacia del hombre de paja.
En esta falacia se ridiculiza el argumento. No confundir con la falacia de argumento ad hominem, en el que se ataca a la persona para derrumbar su argumento. Tampoco confundir con reductio ad absurdum (reducción al absurdo) o prueba por contradicción que correctamente construida no es una falacia sino un argumento lógico que además se utiliza en matemáticas. Reducción al absurdo significa encontrar una excepción de alguna premisa que de manera consensuada o probada la haga falsa o absurda.

## Ejemplos
Primer ejemplo
—Si la teoría de la evolución fuera cierta, ¡sería decir que tu abuelo era un gorila!
Segundo ejemplo
—Deberían subir el precio de las balas.

—Claro, al irte de caza, ¿te imaginas pedir un crédito para poder comprarlas?